# Sjoestedtacris cinctipes
Sjoestedtacris cinctipes är en insektsart som beskrevs av Baehr 1992. Sjoestedtacris cinctipes ingår i släktet Sjoestedtacris och familjen gräshoppor. Inga underarter finns listade i Catalogue of Life.